# Уравели
Уравели (груз. ურაველი) — село в Грузии, на территории Ахалцихского муниципалитета края (мхаре) Самцхе-Джавахети.

## География
Село находится в южной части Грузии, на правом берегу реки Уравели (левый приток Куры), на расстоянии приблизительно 9 километров (по прямой) к юго-востоку от города Ахалцихе, административного центра муниципалитета. Абсолютная высота — 1188 метров над уровнем моря.

## Население
По результатам официальной переписи населения 2014 года, в Уравели проживало 660 человек (343 мужчины и 317 женщин). В национальной структуре населения грузины составляли 99,1 %, осетины — 0,6 %, армяне — 0,15 %, русские — 0,15 %.
| Год  | Население, человек |
| ---- | ------------------ |
| 2002 | 768                |
| 2014 | ↘ 660              |